# Intel 2700G
Intel 2700G（代號：Marathon，马拉松）是一個用來搭配 Intel XScale PXA27x 系列處理器的低功率繪圖處理晶片（最高50 mW）。其核心使用了PowerVR MBX技術（其後續產品有用在SEGA Dreamcast）.

## 產品線
包含三个型号：2700G3, 2700G5 and 2700G7

### 2700G3
2700G3是高性价比版本。它集成384K 显存，适合驱动HVGA(320×480)或以下分辨率的图形显示。

### 2700G5
2700G5是高性能版本。它集成704K 显存，适合驱动VGA(640×480)分辨率的图形显示和解码MPEG-4视频。

### 2700G7
2700G7基本和G5相同，但同一堆栈中封装了运行频率100MHz、32bit位宽（理论带宽为400Mbit/s）的16MB独立显存。

## 特點
所有芯片都采用封装在BGA中的75 MHz, 32位图形核心。

### 加速后的双头输出
2700G有自己的LCD控制器和两路LCD输出。这使得XScale处理器和2700G的图形显示可以同时使用。2700G能够驱动一个高达1024×768分辨率（32位色彩）或1280×1024分辨率（16位色彩）的外置显示器。

### 2D繪圖的加速
2700G支持裁减（clipping）、alpha混和（alpha blending）以及反锯齿（anti-aliasing）加速。同时也支持多种位块传送（BLT）功能（BitBLT，StretchBLT and CSCBLT）。2D加速器的象素填充率高达每秒8千4百万象素。

### 3D繪圖的加速
2700G具有完整的硬件渲染管道并且兼容OpenGL ES标准。它提供纹理压缩（texture compression）、各向异性过滤（anisotropic filtering）和定点雾化per vertex fogging等功能。3D加速器每秒能处理大约831千个三角形。

### 影像處理之加速
2700G能够执行逆向Zig-Zag（Inverse Zig-Zag）、逆向离散余弦转换（Inverse Discrete Cosine Transform）和运动补偿（Motion Compensation）用以加速MPEG-1、MPEG-2、MPEG-4和WMV视频解码。加速器能以高于30帧每秒的速度解码720x480分辨率（DVD 清晰度）的MPEG-1/2，WMV视频和640x480分辨率的MPEG-4视频。

## 使用之機種
- Dell Axim X50v, Dell Axim X51v
- Pepper Pad.
- GIGABYTE T600,GIGABYTE MW998